# Коряку
Коряку или Корэки (яп. 康暦 ко:рку) — девиз правления (нэнго) японского императора Го-Энъю из северной династии, использовавшийся с 1379 по 1381 год .
В Южном Дворе в этот период правил император Тёкэй с нэнго Тэндзю (1375—1381).

## Продолжительность
Начало и конец эры:
- 22-й день 3-й луны 5-го года Эйва (по юлианскому календарю — 9 апреля 1379);
- 24-й день 2-й луны 3-го года Коряку (по юлианскому календарю — 20 марта 1381).

## Происхождение
Название нэнго было заимствовано из классического древнекитайского сочинения Книга Тан:「承成康之暦業」.

## События
даты по юлианскому календарю
- 1379 год (1-й год Коряку) — Сиба Ёсимаса удостоен должности канрэя[6];
- 1380 год (2-й год Коряку) — военачальник Кусуноки Масанори (яп. 楠木 正儀) возвращается ко двору; армия Южного Двора терпит неудачи[6];
- 26 июля 1380 года (24-й день 6-й луны 2-го года Коряку) — скончался бывший император Комё в возрасте 60 лет[7];
- 1381 год (3-й год Коряку) — составлен сборник стихов вака «Синъёвакасю» (яп. 新葉和歌集, Собрание новых листьев).

## Сравнительная таблица
Ниже представлена таблица соответствия японского традиционного и европейского летосчисления. В скобках к номеру года японской эры указано название соответствующего года из 60-летнего цикла китайской системы гань-чжи. Японские месяцы традиционно названы лунами.
| 1-й год Коряку (Земляная Коза)          | 1-я луна       | 2-я луна*  | 3-я луна* | 4-я луна  | 4-я луна (високосная) * | 5-я луна* | 6-я луна  | 7-я луна   | 8-я луна*   | 9-я луна   | 10-я луна | 11-я луна  | 12-я луна*    |
| 5-й год Тэндзю                          | 1-я луна       | 2-я луна*  | 3-я луна* | 4-я луна  | 4-я луна (високосная) * | 5-я луна* | 6-я луна  | 7-я луна   | 8-я луна*   | 9-я луна   | 10-я луна | 11-я луна  | 12-я луна*    |
| --------------------------------------- | -------------- | ---------- | --------- | --------- | ----------------------- | --------- | --------- | ---------- | ----------- | ---------- | --------- | ---------- | ------------- |
| Юлианский календарь                     | 19 января 1379 | 18 февраля | 19 марта  | 17 апреля | 17 мая                  | 15 июня   | 14 июля   | 13 августа | 12 сентября | 11 октября | 10 ноября | 10 декабря | 9 января 1380 |
| 2-й год Коряку (Металлическая Обезьяна) | 1-я луна       | 2-я луна*  | 3-я луна* | 4-я луна  | 5-я луна*               | 6-я луна* | 7-я луна  | 8-я луна*  | 9-я луна    | 10-я луна  | 11-я луна | 12-я луна* |               |
| 6-й год Тэндзю                          | 1-я луна       | 2-я луна*  | 3-я луна* | 4-я луна  | 5-я луна*               | 6-я луна* | 7-я луна  | 8-я луна*  | 9-я луна    | 10-я луна  | 11-я луна | 12-я луна* |               |
| Юлианский календарь                     | 7 февраля 1380 | 8 марта    | 6 апреля  | 5 мая     | 4 июня                  | 3 июля    | 1 августа | 31 августа | 29 сентября | 29 октября | 28 ноября | 28 декабря |               |
| 3-й год Коряку (Металлический Петух)    | 1-я луна       | 2-я луна   | 3-я луна* | 4-я луна* | 5-я луна                | 6-я луна* | 7-я луна* | 8-я луна   | 9-я луна*   | 10-я луна  | 11-я луна | 12-я луна* |               |
| 1-й год Кова                            | 1-я луна       | 2-я луна   | 3-я луна* | 4-я луна* | 5-я луна                | 6-я луна* | 7-я луна* | 8-я луна   | 9-я луна*   | 10-я луна  | 11-я луна | 12-я луна* |               |
| Юлианский календарь                     | 26 января 1381 | 25 февраля | 27 марта  | 25 апреля | 24 мая                  | 23 июня   | 22 июля   | 20 августа | 19 сентября | 18 октября | 17 ноября | 17 декабря |               |

* звёздочкой отмечены короткие месяцы (луны) продолжительностью 29 дней. Остальные месяцы длятся 30 дней.